# Мило Хрнић
Мило Хрнић (Дубровник, 3. фебруар 1950 — Дубровник, 16. септембар 2023) био је југословенски и хрватски певач поп музике.

## Биографија
Рођен је у Дубровнику, а музиком почиње да се бави још у средњој поморској школи у родном граду. Нежнији пол одушевљавао је својим препознатљивим стилом: брковима, раскопчаним кошуљама, златним ланчићем и белим панталонама. 
Крштено име му је Божо, које је добио по деди, али га је мајка од миља звала Мило, па су га по том имену познавали пријатељи и професори у школи.

## Каријера
Професионални почетак десио се 1970. године на позив Ђеле Јусића, када привремено мења једног Трубадура на фестивалу Опатија с песмом Знам да има једна стаза.
С обзиром на навикнут екипни рад, на самом почетку музичке каријере имао је неколико група, а 1975. године улази као вокал у групу Либертас где остаје до 1978. године, када почиње солистичку каријеру.
Сарађивао је са бројним композиторима: Ђелом Јусићем, Зденком Руњићем, Тео Трумбићем, Ђорђем Новковићем, Ранком Бобаном, а и сам се окушао као композитор на својим албумима.
Троструки је победник сплитског фестивала. Продао је више од милион носача звука, издао 20 албума и снимио преко 200 песама.
Године 2004. Дубровчани су Мила Хрнића и Терезу Кесовију прогласили певачима века за град Дубровник.

## Фестивали
Сплит:
- Моја Ане броји дане (као вокал групе Либертас), '75
- Да проплачу црне очи (као вокал групе Либертас), '76
- Мила мајко иде брод (као вокал групе Либертас), '77
- Збогом, пријатељи моји (као вокал групе Либертас), (Вече далматинске шансоне), '77
- Носталгија (као вокал групе Либертас), трећа награда, '78
- Ча би река стари Диоклецијан (као вокал групе Либертас), (Вече Пјесме медитеранских игара), друго место, '78
- Буди ноћас мирно море, '79
- Слађе од вина, '80
- Пријатељи, чекајте ме ноћас, '81
- Врати се, прва награда публике и победничка песма, '82
- Далмацијо, љубав си вјечна, прва награда публике и победничка песма, '83
- Ти се, сине, увијек сјети (Вече Устанак и море), '83
- Без тебе, '84
- Вило моја, '85
- Голубице бијела, '86
- Липото моја (Ауторско вече Зденка Руњића), '86
- Добра вечер, пријатељи (са групом Либертас), друго место, '87
- Пружала си ми много, '88
- Моја Ане броји дане / Зар то плачем (Ауторско вече Ђеле Јусића), '88
- Не дај им да нас раставе, '89
- Моја Ане броји дане (Вече сплитских бисера), '89
- Остат ћу заљубљен, '90
- Врати се (Вече сплитских бисера), '90
- Коме би шумило море моје сиње (Вече родољубиве песме), '91
- Име ми је Мате, '91
- Кад би знала, '92
- Ко један дан (Мелодије хрватског Јадрана, Сплит), '93
- Ружа заборава (Мелодије хрватског Јадрана, Сплит), '94
- Још ову ноћ, '95
- До краја живота (Мелодије хрватског Јадрана, Сплит), '96

Ваш шлагер сезоне, Сарајево:
- Невјерница (уз пратњу групе Либертас), '87
- Пожурите коњи бијели (уз пратњу групе Либертас), '88

Опатија:
- Знам да има једна стаза (као члан Дубровачких трубадура), '70
- Буди сретна мјесто мене, '93

Београдско пролеће:
- Срце што нема мира, '82

Загреб:
- Од мене кад одеш, '79
- Вино црвено, '86
- Адио , '90

Карневал фест, Цавтат:
- Дај ми руку (као вокал групе Либертас), '77
- Нек парти брод, '82
- Јави се, '86

Славонија, Пожега:
- Винковчанка, '77

МЕСАМ:
- Позови ме, '86
- Опиле ме ријечи твоје, '87

Фестивал револуционарне и родољубиве песме:
- Hasta la vista en Cuba (као вокал групе Либертас), '76
- Колијевка мора, '77

Задар:
- Дужан љубави, '95

Мелодије Мостара:
- Кад мостарски бехар замирише, '95
- Сретни ме у сновима, '96
- Очи невјерне, '97

Марко Поло, Корчула:
- Јадране, писму врати ми, '96
- Мали Далматинац, '97

Далматинска шансона, Шибеник:
- Тебе сан сања, 99